# عود من خداحافظ (آلبوم)
عود من خداحافظ نام یک آلبوم موسیقی سنتی ایرانی باصدای عبدالوهاب شهیدی می‌باشد. در این اثر علاوه بر عبدالوهاب شهیدی، فرامرز پایور، پرویز یاحقی و جهانگیر ملک نیز حضور دارند.

## شرح اثر

### هنرمندان
- عبدالوهاب شهیدی: آواز
- فرامرز پایور: سنتور
- پرویز یاحقی: ویولن
- جهانگیر ملک: تنبک
- شعر: نریمان